# 町田有沙
町田有沙（日语：／ Machida Arisa，1996年1月10日—），日本前寫真偶像、前年少偶像。於栃木縣出身。所屬事務所為「Production Realize」。

## 生平
2011年5月30日，町田推出寫真DVD《上学日》（School Days），她在這部作品中以身穿校服和黃色比基尼的姿態登場。7月22日，她的寫真DVD《校园泳装收藏》（スクール水着コレクション）和《競賽泳衣收藏》（競泳水着コレクション）同時公開。她在前作中首度以身穿粉色校園泳衣的姿態登場；後作則收錄了她不少即興台詞。
2012年1月6日，町田於巴厘岛拍攝的寫真DVD《萌啊萌啊2》（萌え萌え２）正式面世。2月3日，她推出寫真DVD《萌啊萌啊3》，這部作品同樣收錄她的泳裝場面。她的音樂DVD《和平》（Peace）在6月29日面世，當中收錄了4首原创歌曲。8月4日，她以身穿各種泳衣的樣子來進行拍攝的寫真DVD《不要老是看着有沙……》（有沙ばっかり見ないで・・・）開售。10月16日，她推出寫真DVD《競賽泳衣收藏》的續集。
2013年12月13日，町田推出最後一張寫真DVD《有緣再會》（また会おうね）。之後以偶像組合「POSH」成員的身份繼續進行活動，直到2017年宣佈引退。

## 人物
町田喜歡购物和散步，擅長騎獨輪車。她在2012年時以AKB48的大島優子為目標。

## 外部連結
- 町田有沙のArisa World （页面存档备份，存于）